# Celebration (сингл Game)
«Celebration» — головний сингл американського репера The Game з його п'ятого студійного альбому Jesus Piece, записаний з участю Tyga, Wiz Khalifa, Lil Wayne та Кріса Брауна. Уперше на радіо пісня прозвучала на лос-анджелеській Power 106 22 серпня 2012. Містить семпл з «1st of tha Month», хіта гурту Bone Thugs-n-Harmony. «Celebration» зумів досягти успіху в чартах, дебютувавши на 82-ій сходинці Billboard Hot 100 та 24-ій сходинці Hot R&B/Hip-Hop Songs.

## Продакшн і запис
Продюсери треку: Cool and Dre та їхній протеже SAP. В інтерв'ю Game заявив, що за свою кар'єру він намагався «переграти» «1st of tha Month» із серйозними змінами від себе.
«Я виріс у Комптоні, штат Каліфорнія, великим фаном Bone Thugs-n-Harmony. Це мій п'ятий альбом, за всю свою кар'єру я намагався якнайкраще переграти «1st of tha Month» і нарешті я здійснив задумане. Я хотів зберегти атмосферу оригіналу, внісши серйозні зміни від себе». — Game у п'ятничному інтерв'ю під час перерви між зніманнями відеокліпу «Celebration». 
Частина Віза Каліфи становить лише два рядки. На цензурованій версії, що доступна на iTunes, перший раз слова гуку «We havin' a celebration / Let us stay high» замінено на «We havin' a celebration / Let us stay fly».

## Відеокліп
Режисер: Метт Алонцо, продюсери відео: Тара Разаві, Майкл Бусалачі, Кеелвійн Крейвер. В інтерв'ю «MTV News» Game заявив, що фанам слід очікувати атмосферу й відеоряд подібний до кліпу Dr. Dre й Снупа Доґґа «Nuthin' but a 'G' Thang».
«Концепція відео — зробити його у дусі „Nuthin' but a 'G' Thang“. Я не хочу, щоб мої кліпи були неякісними чи відчувати, ніби ми лише вдаємо, що у нас барбекю. Це справжня їжа, а не реквізит, це справжні водяні пістолети — все справжнє».
У відео, крім самих виконавців, також можна побачити Гарлема, сина Game. 18 вересня у 106 & Park телеканалу BET відбулась прем'єра кліпу, знятого у Нортріджі, штат Каліфорнія.

## Ремікс
Невдовзі після свого виступу у недільний вечір на фестивалі «Rock the Bells» Bone Thugs-n-Harmony сказали, що їм сподобався сингл. 
«Коли ми були молодими й тільки вступили до гри ми вважали ремікси інших виконавців на наші пісні проявом неповаги», — заявив Wish Bone під час зупинки у Маунтін-В'ю, штат Каліфорнія, коли гурт був у турне. «Але ми у грі вже 20 років, тож коли молодші за нас приходять і працюють у нашому стилі, стилі, котрий ми створили, ми вважаємо це компліментом».
 Game опублікував через свій Twitter-акаунт світлину зі словом «bone», викладеним з марихуани. Згодом Game підтвердив свою співпрацю з усіма учасниками гурту над офіційним реміксом «Celebration». Його видали 28 жовтня. Трек отримав позитивні відгуки від критиків. 14 листопада у Лос-Анджелесі виконавці взяли участь у зніманнях відео на ремікс.

## Чартові позиції

### Тижневі
| Чарт (2012)                             | Найвища позиція |
| --------------------------------------- | --------------- |
| США (Billboard Hot 100)                 | 82              |
| США (Hot R&B/Hip-Hop Songs) (Billboard) | 24              |
| США (Rap Songs) (Billboard)             | 19              |

У тиждень 22 листопада 2012 року окремок знову потрапив до Billboard Hot 100 (100-та сходинка). Наступного тижня сингл посів 96-ту позицію. Три тижні в Hot 100 є найкращим результатом репера з часів «My Life» (2008). Для Lil Wayne, котрий узяв участь у записі пісні, це стало 109-им потраплянням до чарту, таким чином він побив рекорд Елвіса Преслі з найбільшої кількості композицій, що потрапили до хіт-парадів.

### Річні
| Чарт (2013)                           | Позиція |
| ------------------------------------- | ------- |
| США Hot R&B/Hip-Hop Songs (Billboard) | 100     |

## Історія виходу й появи на радіо
| Країна | Дата           | Формат                          | Лейбл              |
| ------ | -------------- | ------------------------------- | ------------------ |
| Канада | 2 вересня 2012 | Завантаження музики             | Interscope Records |
| США    | 2 вересня 2012 | Завантаження музики             | Interscope Records |
| США    | 2 вересня 2012 | Сучасна ритмічна музика (радіо) | Interscope Records |
| США    | 2 вересня 2012 | Сучасний урбан (радіо)          | Interscope Records |
| США    | 2 вересня 2012 | Сучасне гітове радіо            | Interscope Records |